# Simonetta Sommaruga
Simonetta Sommaruga (Zug, cantó de Zug, 14 de maig de 1960) és una política suïssa, membre del Partit Socialista Suís i del Consell Federal. Originària de les comunes de Lugano i Eggiwil. Cap del Departament Federal de Justícia i Policia.

## Biografia
Sommaruga creix amb dos germans i una germana en Sins en el cantó d'Argovia. Assisteix al gymnasium d'Immensee al cantó de Schwyz, on fa el batxillerat, després de la qual cosa va prendre cursos de piano a Llucana, Califòrnia i Roma. De 1988 a 1991 estudia filologia anglesa i romànica a la Universitat de Friburg.
A la base de la seva carrera política es troba el seu treball com a directora de la Stiftung für Konsumentenschutz (Fundació de Protecció del Consumidor), ja que ocupa de 1993 a 1999. Actualment presideix la Fundació per a la protecció dels consumidors i l'organització d'ajuda Swissaid des de 2003.
Diputada al Gran Consell del cantó de Berna de 1981 a 1990, Sommaruga és triada a l'executiu de la comuna de Köniz, càrrec en el qual ocupa un escó entre gener de 1998 i desembre de 2005. En 1999 és triada al Consell Nacional suís. En 2003 és triada al Consell dels Estats pel cantó de Berna.

### Consell federal
L'11 d'agost de 2010, va anunciar la seva candidatura al Consell federal amb la finalitat de reemplaçar a Moritz Leuenberger. La seva candidatura és conservada pel grup socialista de l'Assemblea Federal amb Jacqueline Fehr. Simonetta Sommaruga és triada el 22 de setembre de 2010 en la quarta volta de la votació.
El 4 de desembre de 2013 va ser triada vicepresidenta de la Confederació per 2014 amb 180 de 205 vots vàlids. El 3 de desembre de 2014 va ser triada a la presidència de la Confederació per a l'any 2015 amb 181 de 236 vots vàlids.

### Vida privada
Sommaruga està casada amb l'escriptor Lukas Hartmann i viu en Spiegel bei Bern.

## Publicacions
- Für eine moderne Schweiz. Ein praktischer Reformplan, amb Rudolf Strahm, Nagel & Kimche, Múnic, 2005, ISBN 3-312-00356-3
- Gurtenmanifest für eine neue und fortschrittliche SP-Politik, Manifesto del Gurten amb Henri Huber, Tobias Kästli i Wolf Linder, 10 de maig de 2001